# Emperador de México
El Emperador de México fue la denominación del cargo que ostentó el titular del poder ejecutivo de dicho país durante los dos periodos en los que se encontró bajo un sistema monárquico. Esto fue durante el Primer (1821-1823) y Segundo Imperio (1864-1867). Era, a la vez, jefe de Estado y jefe de gobierno. Asimismo, era el comandante supremo de las Fuerzas Armadas.

## Antecedentes históricos

Escudo del Primer Imperio Mexicano

Los primeros estatutos o elementos jurídicos sobre los que se apoyó el movimiento insurgente, no contemplaron de manera precisa el tipo de instituciones o individuos sobre los que se depositaria el gobierno al final de la lucha libertaria. Aunque sí se proponía la creación de un estado soberano emanado de la voluntad popular y dividido en tres poderes.
Tras la muerte de José María Morelos, el movimiento insurgente padeció una paulatina disminución de su apoyo y extensión territorial, así como la caída de varios líderes y las pocas instituciones u ordenamientos jurídicos en los que se respaldaban. Sin embargo en 1820, la inminencia del establecimiento de un régimen monárquico constitucional en España basado en la Constitución de 1812, provocó que grupos conservadores tanto de criollos como de peninsulares en la Nueva España, gestara un movimiento emancipador, conocido como Conspiración de La Profesa, que mantuviera un régimen monárquico, pero apartado de la carta magna liberal de la metrópoli. El grupo nombró a Agustín de Iturbide como el militar encargado de pacificar el país, derrotando al movimiento insurgente y consumando la independencia para el grupo conspirador. 
No obstante, Iturbide pactó con el líder insurgente Vicente Guerrero y demás sectores del país, para que, tras la fusión de los movimientos, se construyera un proyecto común de independencia; el cual quedó plasmado en el denominado Plan de Iguala. Este documento fue el primero que habló abiertamente de establecer un estado independiente, cuya forma de gobierno fuera la monarquía, aunque considerando un régimen constitucional y moderado. Incluso el documento proponía explícitamente al eventual monarca, que sería el propio Fernando VII o en su defecto alguno de los hermanos del rey: el infante Carlos María Isidro de Borbón, Francisco de Paula de Borbón, el archiduque Carlos, o algún otro miembro de las casas reinantes europeas que designara el congreso. Todos estos señalamientos quedaron nuevamente plasmados en los Tratados de Córdoba, mediante los cuales el todavía Virrey de la Nueva España Juan O'Donojú reconoció la independencia de la nueva nación. El nuevo sistema de gobierno formó parte del argumento central del Acta de Independencia que se firmó el 28 de septiembre de 1821 en el antiguo Palacio Virreinal.

### Acta de Independencia de la América Septentrional
Agustín de Iturbide proclamó el 24 de febrero de 1821 en conjunto con la insurgencia de Vicente Guerrero y todos los demás sectores del país lo siguiente:

- Art 2°. Absoluta independencia de este reino.
- Art 3°. Gobierno monárquico templado por una Constitución análoga al país.
- Art 4°.  Fernando VII, y en sus casos los de su dinastía ó de otra reinante, serán los emperadores, para hallarnos con un monarca ya hecho y precaver los atentados funestos de la ambición.
- Art 8°. Si Fernando VII no se resolviera á venir á México, la Junta ó la Regencia mandará á nombre de la nación, mientras se resuelve la testa que debe coronarse.
- Art 10°. Las Cortes resolverán si ha de continuar esta Junta ó sustituirse una Regencia mientras llega el emperador.
- Art 11°.  Trabajarán, luego que se unan, la Constitución del imperio mexicano.

### Tratados de Córdoba
Agustín de Iturbide ratificó el Acta de Independencia de la América Septentrional el 24 de agosto de 1821 con el Jefe político superior de la Nueva España Juan O'Donojú, siendo la máxima autoridad de España en México lo siguiente:

- Art 1º. Esta América se reconocerá por nación soberana e independiente, y se llamará en lo sucesivo “Imperio Mexicano”.
- Art 2°. El gobierno del Imperio será monárquico constitucional moderado.
- Art 13°. La regencia, inmediatamente después de nombrada, procederá a la convocación de Cortes conforme al método que determine la Junta provisional de gobierno, lo que es conforme al espíritu del artículo 24 del citado plan.
- Art 14°. El poder ejecutivo reside en la regencia, el legislativo en las Cortes; pero como ha de mediar algún tiempo antes que éstas se reúnan, para que ambos no recaigan en una misma autoridad, ejercerá la Junta el poder legislativo, primero, para los casos que puedan ocurrir y que no den lugar a esperar la reunión de las Cortes, y entonces procederá de acuerdo con la regencia; segundo, para servir a la regencia de cuerpo auxiliar y consultivo en sus determinaciones.

## Primer Imperio Mexicano

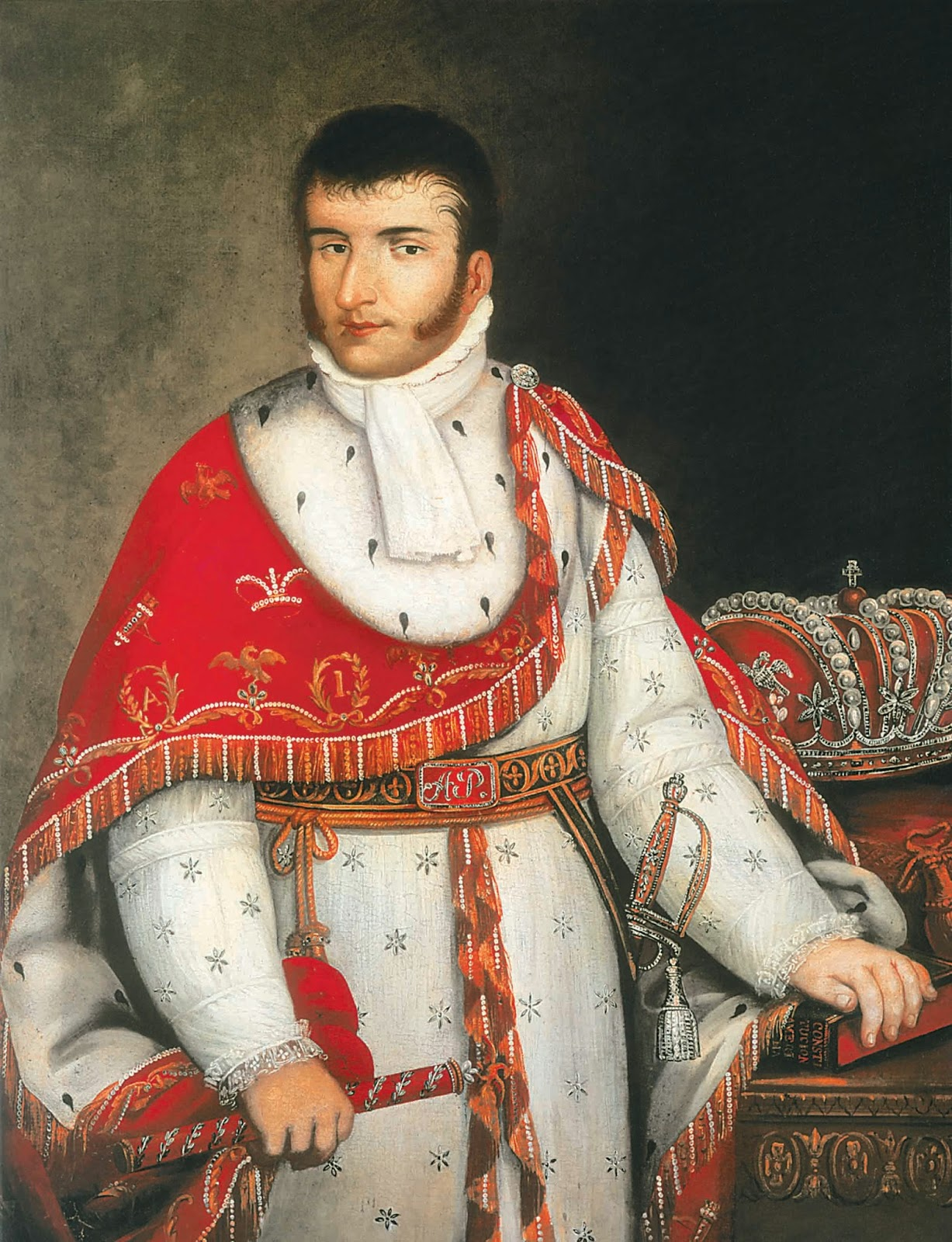
Agustín de Iturbide por Josephus Arias Huerta

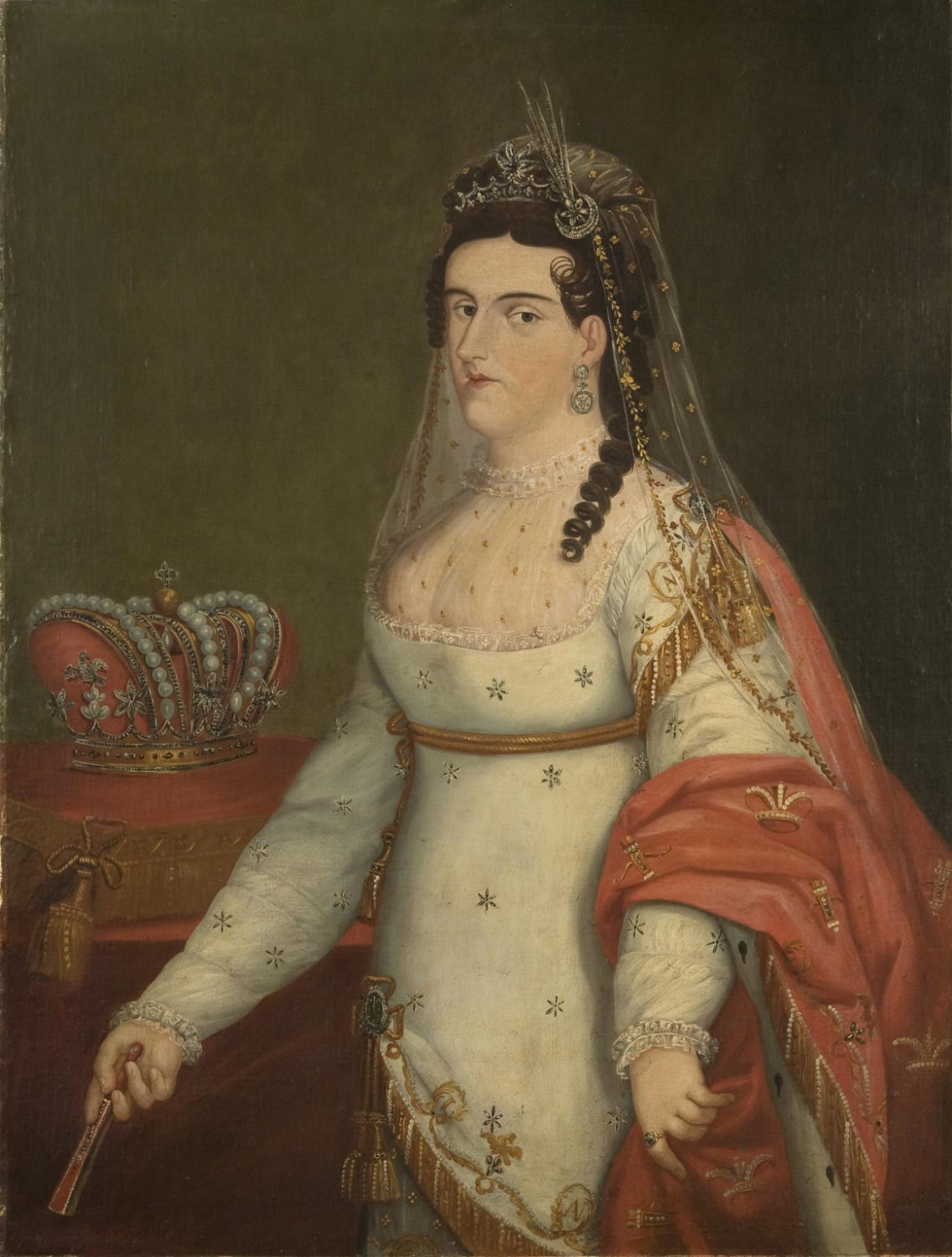
Ana María de México por Josephus Arias Huerta

Al carecer de constitución durante sus primeros años de vida independiente, México fue regido por las normas, leyes y reglamentos aprobados por el congreso constituyente, que como lo indica su nombre había de abocarse a la redacción de la carta magna. Por lo cual, después de la proclamación y coronación de Agustín I, sus facultades de gobierno fueron correspondientes a las de la Regencia Imperial, ente depositario del poder ejecutivo, y que cesó sus funciones a la proclamación del emperador, por lo cual sus responsabilidades se entendían asumidas por el soberano. 
Sin embargo para dotar de mayor respaldo se emitió un decreto el 22 de junio de 1822 para delinear el papel del monarca. Luego de la disolución del Congreso, la Junta Nacional Instituyente que la remplazó, promulgó el 18 de noviembre de 1822 un estatuto provisional que diera certeza legal a las disposiciones del emperador, que en el papel sería el máximo responsable del ejercicio de gobierno, para permitir a los otros poderes dedicarse a la mencionada ley suprema. La mayor parte de las responsabilidades, poderes, facultades y prerrogativas del monarca coinciden en gran medida con las de cualquier jefe de Estado y de gobierno de un régimen republicano. No obstante, considerando la naturaleza del cargo, sí reconocía en él a una figura de designación divina con inviolabilidad e inmunidad. Los artículos 30 y 31 del estatuto provisional regulaban sus actuaciones.

Art. 30.- Toca al Emperador:
- 1. Proteger la religión católica, apostólica, romana, y disciplina eclesiástica, conforme al plan de Iguala.
- 2. Hacer cumplir la Ley, sancionarla, promulgarla.
- 3. Defender la patria, su independencia y unión, según el mismo plan.
- 4. Conservar el orden interior y la seguridad exterior, por todos los medios que en las circunstancias de la guerra, antes sorda, y en la actualidad ostensible con que temerariamente se nos ataca, estén a su discreción y puedan hacer sentir a los enemigos el poder de la nación, y la firmeza con que sostendrá sus derechos pronunciados, su gobierno establecido, y el rango a que se ha elevado;
- 5. Mandar las fuerzas de mar y tierra;
- 6. Declarar la guerra y hacer tratados de paz y alianza;
- 7. Dirigir las relaciones diplomáticas y de comercio con las demás naciones;
- 8. Formar los reglamentos, órdenes e instrucciones necesarias para la ejecución de las leyes y seguridad del Imperio;
- 9. Establecer conforme á la Ley, los tribunales que sean necesarios y nombrar los jueces a propuesta del Consejo de Estado;
- 10. Cuidar de que se administre pronta y cumplidamente la justicia;
- 11. Ejercer en su caso y en forma legal y canónica las funciones del patronato, debidas a la suprema dignidad del Estado;
- 12. Conceder pase o retener los decretos conciliares y bulas pontificias que contengan disposiciones generales oyendo al cuerpo legislativo, o hacer lo mismo, oyendo al Consejo de Estado cuando se versen sobre negocios particulares o gubernativos; o pasándolos cuando son contenciosos, al Tribunal Supremo de Justicia;
- 13. Proveer a todos los empleos civiles y militares;
- 14. Conceder toda clase de honores y distinciones;
- 15. Indultar a los delincuentes conforme a las leyes;
- 16. Cuidar de la fabricación de la moneda;
- 17. Decretar la inversión de los fondos destinados a cada uno de los ramos públicos;
- 18. Nombrar y separar libremente los ministros.

Art. 31.- No puede el Emperador:
- 1. Disolver la Junta nacional antes de la reunión del Congreso, ni embarazar sus sesiones;
- 2. No puede salir de las fronteras del Imperio sin consentimiento de la misma Junta;
- 3. No puede enajenar ni traspasar á otro la autoridad imperial;
- 4. No puede hacer alianza ofensiva ni tratado de comercio y de subsidios a favor de potencias extranjeras sin el consentimiento del cuerpo legislativo. El efecto de este artículo se suspende hasta que la España reconozca nuestra independencia;
- 5. No puede ceder o enajenar el territorio o bienes nacionales;
- 6. No puede conceder privilegios exclusivos;
- 7. No puede privar a nadie de su libertad, siendo los ministros responsables de esta disposición, á menos que el bien y la seguridad del Estado exijan el arresto de alguna persona, en cuyo caso podrá el Emperador expedir órdenes al efecto, con tal, que dentro de quince días á lo más, la haga entregar a tribunal competente.

En caso de convulsiones intestinas, como las que actualmente asoman, se autoriza al Emperador, por el bien de la patria, con todo el poder de la ley, que se pondrá por apéndice a este reglamento.

### Decreto
El Soberano Congreso Mexicano Constituyente decretó el 22 de junio de 1822 lo siguiente:

- Art 1°. La Monarquía Mexicana, además de ser moderada y Constitucional, también es hereditaria.
- Art 2°. De consiguiente, la Nación llama a la sucesión de la Corona por muerte del actual Emperador, a su hijo primogénito el señor D. Agustín Jerónimo de Iturbide y Huarte. La Constitución del Imperio fijará el orden de suceder del trono.
- Art 3°. El Príncipe heredero se denominará «Príncipe Imperial» y tendrá el tratamiento de Alteza Imperial.
- Art 4°. A los hijos e hijas legítimos de S.M.I se llamarán «Príncipes Mexicanos», y tendrán el tratamiento de Alteza.
- Art 5°. Al señor D. José Joaquín de Iturbide y Arreguí, Padre de S.M.I, se le condecora con el título de «Príncipe de la Unión» y el tratamiento de Alteza, durante su vida.
- Art 6°. Igualmente se le concede el título de «Princesa de Iturbide» y el tratamiento de Alteza, durante su vida, a la señora Dª. María Nicolasa de Iturbide y Arámburo, hermana del Emperador.

## Segundo Imperio Mexicano

Escudo del Segundo Imperio Mexicano

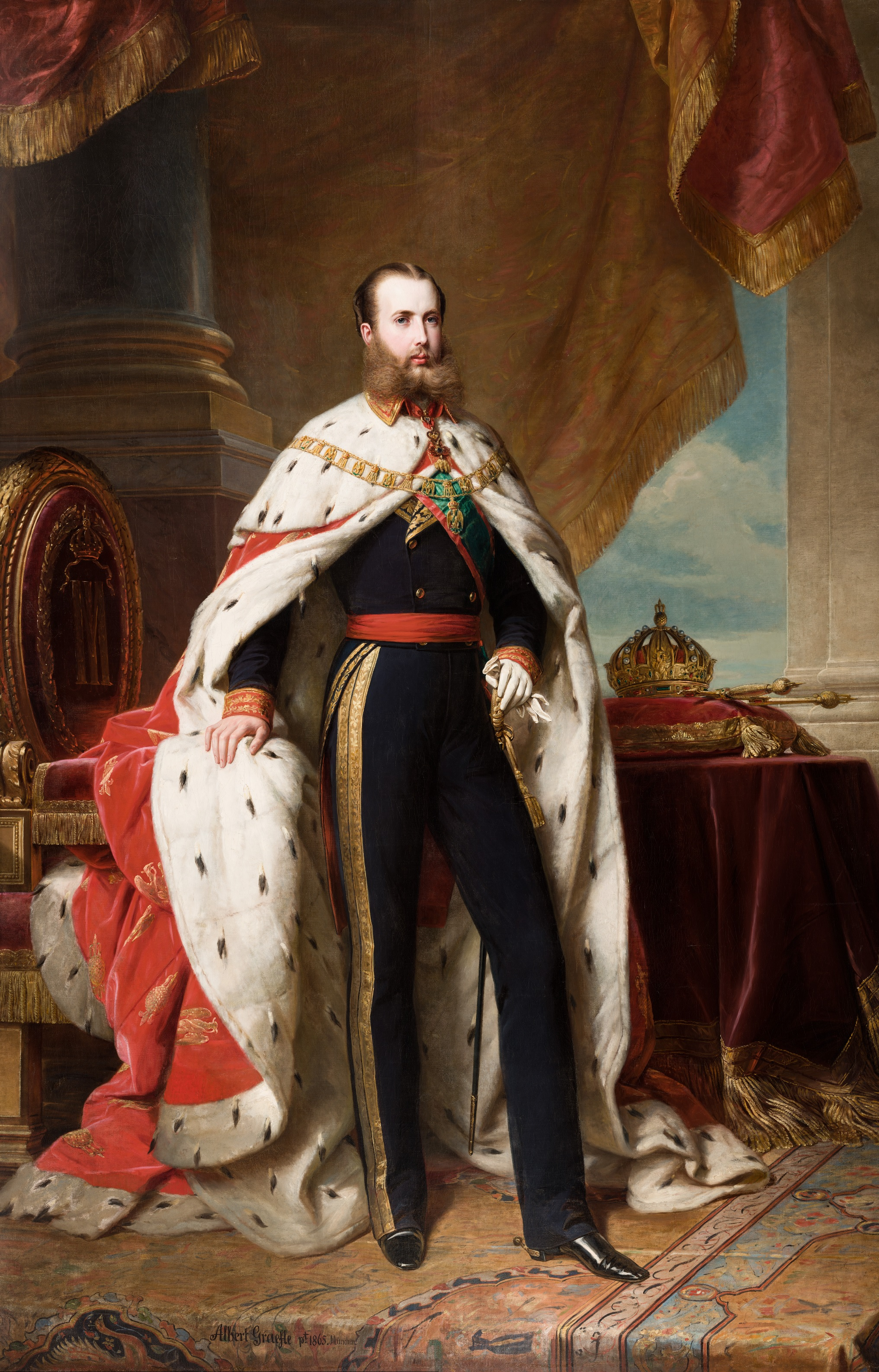
Óleo de Maximiliano, por Franz Xaver Winterhalter (1864).

Carlota de México

Las aspiraciones de los mexicanos monárquicos coincidieron con las aspiraciones imperialistas de Napoleón III, quien invadió México en 1862. Tras algunos reveses (Batalla de Puebla), pudo derrotar al ejército mexicano y decidió organizar el país como una monarquía, con la corona imperial en la testa del archiduque Maximiliano de Habsburgo Lorena. Este aceptó el trono el 10 de abril de 1864 tras los resultados afirmativos de una elección que le presentaron en su castillo de Miramar, José María Gutiérrez de Estrada y compañía; y posteriormente firmó el Tratado de Miramar, en el cual acordaba con Napoleón III la permanencia de las tropas francesas en territorio mexicano. 
La carencia de una constitución para el nuevo emperador no fue un obstáculo para el ejercicio de sus funciones, en principio porque la regencia que lo había llevado al trono, preparó varios reglamentos y normas que facilitaran el actuar del gobierno, entre ellos el Estatuto Provisional de 1865. Sin embargo, y dadas sus tendencias liberales, Maximiliano I también gobernó el país aplicando algunos de los preceptos de la Constitución de 1857 y de las Leyes de Reforma. Igual que en el caso anterior la forma de gobierno se inspiró en los regímenes monárquicos parlamentarios, donde a pesar de figurar como jefe de Estado y de Gobierno, el emperador debía sujetarse al congreso; de la misma forma que su predecesor, su figura fue reconocida como de designio divino, inviolable e inmune. Sin embargo presentó las innovadoras variantes de considerar a la Emperatriz Carlota Amalia como la depositaria del poder ejecutivo en ausencia del emperador, aunque en calidad de regente, situación que se repitió en las varias ocasiones en que el monarca abandonó la capital; y la de considerar a su figura como la representación de la soberanía nacional. El título I del Estatuto Provisional del Imperio Mexicano, en sus artículos del 1 al 9 hablaba de la figura del emperador.

Título I Del Emperador y de la forma de Gobierno.
- Artículo 1°.

La forma de Gobierno proclamada por la Nación, y aceptada por el Emperador, es la monárquica moderada hereditaria, con un Príncipe católico.
- Artículo 2°.

En caso de muerte o cualquier otro evento que ponga al Emperador en imposibilidad de continuar en el ejercicio del mando, la Emperatriz, su augusta esposa, se encargará, ipso facto, de la Regencia del Imperio.
- Artículo 3°.

El emperador o el Regente, al encargarse del mando, jurará en presencia de los grandes Cuerpos del Estado, bajo la fórmula siguiente: “Juro á Dios, por los “Santos Evangelios, procurar por todos los medios que estén á mi alcance, el “bienestar y prosperidad de la
Nación, defender su independencia y conservar la “integridad de su territorio.”
- Artículo 4°.

El Emperador representa la Soberanía Nacional, y mientras otra cosa no se decreta en la organización definitiva del imperio, la ejerce en todos sus ramos por sí, o por medio de las autoridades y funcionarios públicos.
- Artículo 5°.

El emperador gobierna por medio de un Ministerio, compuesto de nueve Departamentos
Ministeriales, encomendados:
-   - Al Ministro de la Casa Imperial:
  - “ id. de Estado;
  - “ id. de Negocios Extranjeros y Marina;
  - “ id. de Gobernación;
  - “ id. de Justicia;
  - “ id. de Instrucción pública y cultos;
  - “ id. de Guerra;
  - “ id. de Fomento;
  - “ id. de Hacienda.

Una ley establecerá la organización de los Ministerios y designará los ramos que hayan
de encomendárseles.
- Artículo 6°.

El Emperador, además, oye al Consejo de Estado en lo relativo a la formación de las leyes y reglamentos, y sobre las consultas que estime conveniente dirigirle.
- Artículo 7°

Un Tribunal especial de cuentas, revisará y glosará todas las de las oficinas de la Nación y cualesquiera otras de interés público que le pase el Emperador. 
- Artículo 8°.

Todo mexicano tiene derecho para obtener audiencia del Emperador, y para presentarle sus peticiones y quejas. Al efecto ocurrirá á su Gabinete en la forma dispuesta por el reglamento respectivo.
- Artículo 9°.

El Emperador nombrará, cuando lo juzgue conveniente y por el tiempo que lo estime necesario, Comisarios Imperiales que se colocan á la cabeza de cada una de las ocho grandes divisiones del Imperio para cuidar del desarrollo y buena administración de los Departamentos que forman cada una de estas grandes divisiones. Nombrará, además visitadores para que recorran en su nombre Departamentos o lugar que merezca ser visitado, ó para que le informen acerca de la oficina, establecimiento o negocio determinado que exija eficaz remedio. Las prerrogativas y atribuciones de estos funcionarios se establecen en el decreto de su creación.

### Decreto
La Junta Superior de Gobierno del Partido Conservador decretó el 11 de julio de 1863 lo siguiente:

- Art 1°. La nación mexicana adopta por forma de gobierno la monarquía moderada, hereditaria, con un príncipe católico.
- Art 2°. El soberano tomará el título de Emperador de México.
- Art 3°. La corona imperial de México se ofrece a S. A. I. y R., el príncipe Maximiliano, archiduque de Austria, para sí y sus descendientes.
- Art 4°. En caso que, por circunstancias imposibles de prever, el archiduque Maximiliano no llegase a tomar posesión del trono que se le ofrece, la nación mexicana se remite a la benevolencia de S. M. Napoleón III, emperador de los franceses, para que le indique otro príncipe católico.